# Elektronrör

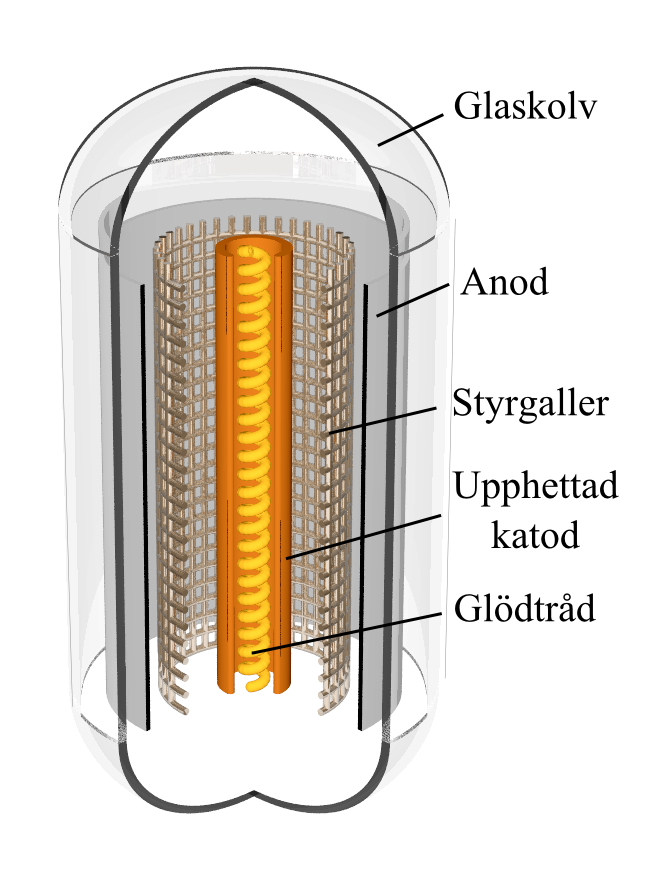
Schematisk bild av triodrör

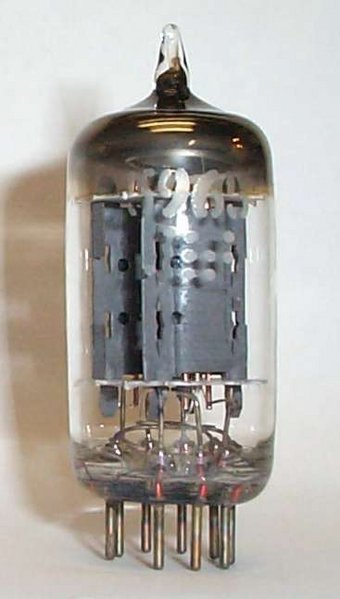
Elektronrör

Ett elektronrör är en elektronisk komponent. Elektronrör av typ diod kan likrikta signaler och triod kan förstärka svaga signaler, och var viktiga komponenter i äldre radiomottagare, ljudförstärkare och datorer. Vid mitten av 1900-talet ersattes den i stor utsträckning av transistorer och andra halvledarkomponenter. TV-apparater av typ tjock-TV, liksom äldre datormonitorer och oscilloskop, var baserade på katodstrålerör, vilket ersattes under tidigt 2000-tal av platta halvledarbaserade skärmar.
Fortfarande finns tillämpningar där elektronrör används i konkurrens med halvledarkomponenter, till exempel i gitarrförstärkare. För vissa tillämpningar har elektronrören inga ersättningar, till exempel röntgenröret för att alstra röntgenstrålning, fotomultiplikatorn som högkänslig ljusdetektor, bildförstärkaren som används för kikare vid dåliga ljusförhållanden och magnetronen för att generera mikrovågor med hög effekt i mikrovågsugnar och radaranläggningar.

## Funktion
Elektronröret består av en lufttom behållare i vilken ett system av elektroder placerats.
Ett elektronrör fungerar genom att fria elektroner omger katoden på grund av termisk emission från den upphettade katoden och dras till anoden om denna är positiv i förhållande till katoden. Elektronerna kan inte vandra från anoden till katoden, vilket innebär att röret fungerar som en diod, det vill säga som en likriktare. Med ett galler placerat mellan katod och anod är röret en triod. Strömmen mellan katoden och anoden kan styras av spänningen på gallret, vilket gör att trioden kan fungera som en förstärkare.
Det finns två typer av katoder:
En direktupphettad katod är utformad som en glödtråd, liknande den i en glödlampa, och hettas upp genom att en likström leds genom tråden. Ett vanligt material är wolfram som har goda mekaniska egenskaper även vid höga temperaturer. Ofta beläggs den med ett tunt ytskikt av till exempel torium för att öka emissionsförmågan. Arbetstemperaturen ligger vanligen runt 2000 °C.
En indirekt upphettad katod är oftast utformad som ett rör med en glödtråd inuti. Katoden beläggs med ett skikt av strontium- och bariumsalter för att öka förmågan att emittera elektroner. Arbetstemperaturen hos en sådan katod är 600 - 1000 °C.
I moderna (1940-) elektronrör är indirekt upphettade katoder vanligast. Fördelarna med dessa är flera. Glödtråden är elektriskt isolerad från själva katoden. Detta gör kretskonstruktionen enklare, alla glödtrådar i en apparat kan drivas av samma spänningskälla och även växelström kan användas för uppvärmningen utan att brum riskeras vid förstärkningen. Dessutom är denna typ av katod i regel mer mekaniskt stabil. Nackdelarna är främst högre effektförbrukning för uppvärmningen. Av detta skäl valdes ofta direktupphettade rör i batteridrivna apparater.

## Olika typer av elektronrör

### Elektronrörsdioden

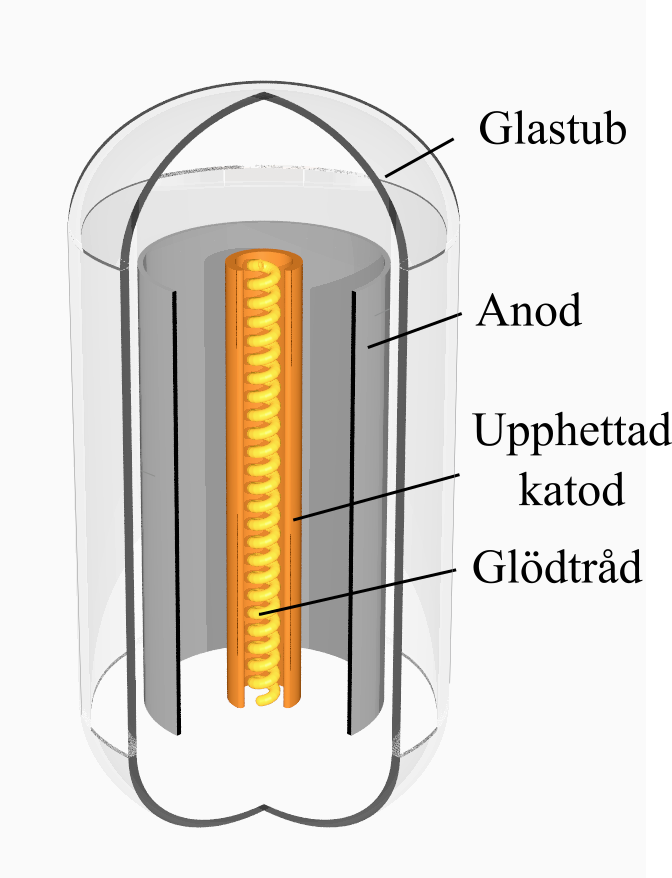
Elektronrörsdiod med indirekt upphettad katod

Det enklaste elektronröret är dioden. Den har två elektroder, en katod och en anod (man bortser från en eventuell separat glödtråd i katoden). Anoden kan utformas på många olika sätt, ofta har den formen av en cylinder av järn- eller nickelplåt som omger katoden.
När katoden hettas upp kommer den att omges av ett "moln" av elektroner. Detta kallas termisk emission. Om man ansluter en spänningskälla så att anoden blir positiv i förhållande till katoden kommer elektroner att attraheras av anoden, och en ström går genom röret.
Om strömmen blir tillräckligt stor kommer katodens förmåga att emittera elektroner inte längre att räcka till (alternativt är temperaturen hos katoden för låg). Strömmen antar då ett tämligen konstant värde, man säger att röret är mättat.
Om anoden istället ges en negativ potential kommer den inte att attrahera elektroner och ingen ström kommer att gå genom röret. Dioden leder alltså bara ström i ena riktningen och kan användas som likriktare.
Om katodens förmåga att avge elektroner är tillräckligt stor, dvs är rymdladdningsbegränsad, gäller följande ungefärliga samband enligt Child-Langmuirs lag:
{\displaystyle I_{a}=p\cdot U_{a}^{\ 3/2}}
där Ia är anodströmmen, alltså strömmen från anod till katod (notera att elektronströmmen genom röret flyter i motsatt riktning), Ua är anodspänningen, alltså spänningen mellan anod och katod och där
p (perveans) är en konstant som bestäms av rörets utformning. Detta kan, något oegentligt, beskrivas som att diodens
resistans minskar med ökande spänning. Dioden är alltså icke-linjär.
Ett typiskt värde för perveansen hos en rymdladdningsbegränsad plan diod är:
{\displaystyle {\frac {7}{3}}\cdot 10^{-6}\cdot {\frac {A}{d^{2}}}}
där A är katodens area och d är avståndet mellan anod och katod.
Tillverkare brukar inte ange ett värde på perveansen (konstanten p) utan istället beskriva diodens karaktäristik i diagram.

### Trioden
En triod är ett elektronrör med tre elektroder: en upphettad katod, en anod och ett styrgaller. Styrgallret är placerat mellan katoden och anoden och är oftast utformad som en gles trådspiral.
Om gallret görs positivt i förhållande till katoden kommer det att dra åt sig elektroner på samma sätt som anoden, och en gallerström flyter.
Om gallret istället görs negativt kommer det att stöta bort elektroner, och ingen gallerström flyter. Eftersom gallret sitter mellan
katoden och anoden kommer det även att påverka anodens attraktionskraft på elektronerna. 
Alltså kan man genom att variera gallrets potential jämfört med katoden (gallerspänningen) styra storleken på strömmen genom röret.
Eftersom gallret är placerat närmre katoden än vad anoden är kommer en förändring av gallerspänningen att påverka anodströmmen i högre grad än samma förändring av anodspänningen. En vidareutveckling av sambandet mellan anodspänning och anodström för dioden (se ovan) ger att
{\displaystyle I_{a}=k\left(U_{a}+\mu U_{g}\right)^{3/2}}
där Ia är anodström, Ua är anodspänning, Ug är gallerspänning (gallrets potential relativt katoden, Ug är alltså negativ), k är en konstant som bestäms av rörets utformning och μ är rörets förstärkningsfaktor. Värdet av μ ligger mellan 10 och 100 för de flesta trioder. μ varierar något med rörets arbetspunkt och dessutom är exponenten ofta inte exakt 3/2, därför brukar data för elektronrör publiceras i grafisk form.
Om Ug görs tillräckligt negativ blir Ua + μ Ug = 0 varför även Ia = 0. Ingen anodström flyter, och man säger att röret är strypt.

### Rör med fler elektroder
Elektronrör namnges ofta efter hur många elektroder de har. En diod har två elektroder, en triod tre. Det finns även tetroder (4), pentoder (5), hexoder (6), heptoder (7), oktoder (8) och nonoder (9 elektroder).

### Dubbel- och trippelrör

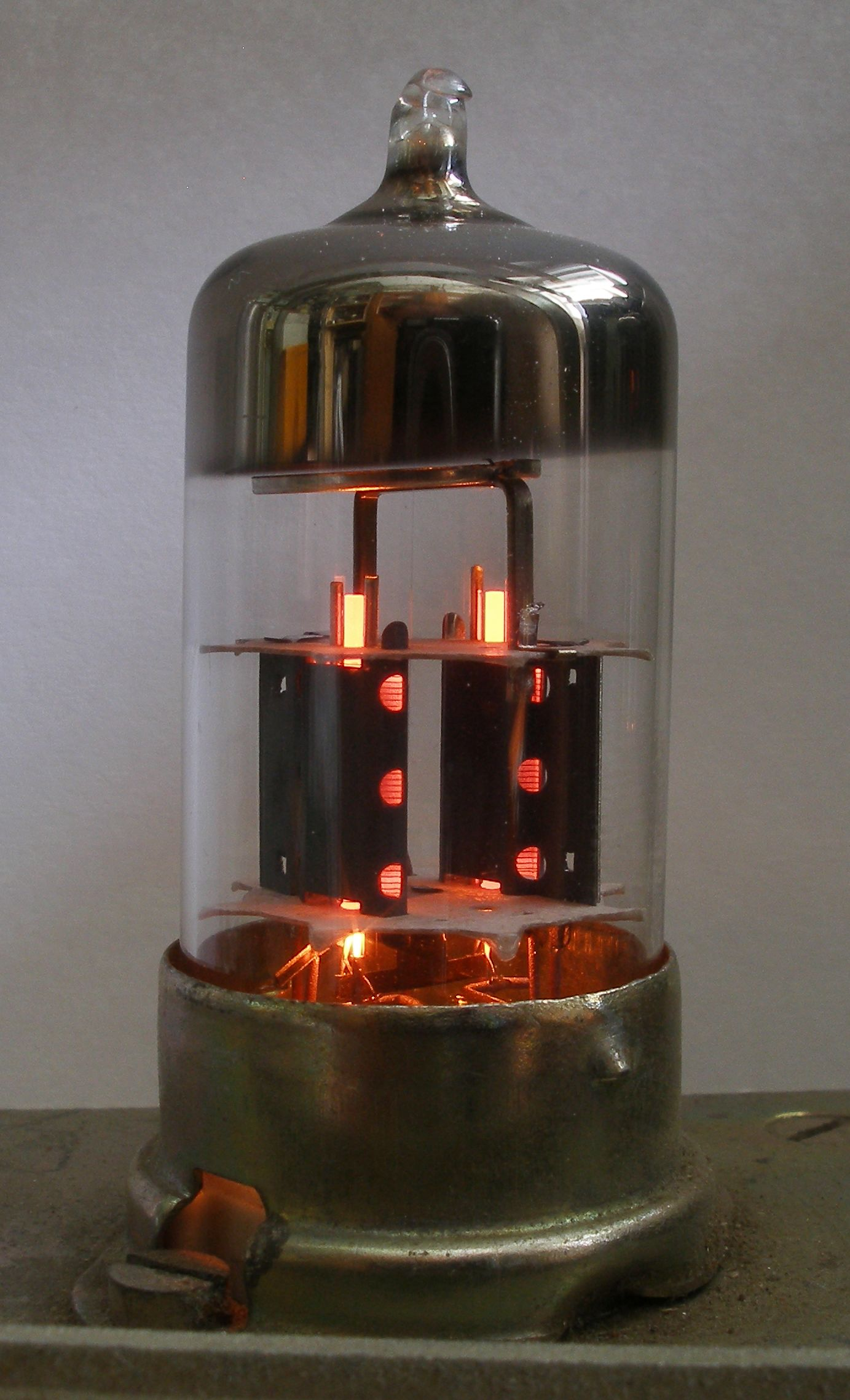
Dubbeltriod

Det är mycket vanligt att flera rörfunktioner placeras i samma glaskolv. Bilden till höger visar en dubbeltriod där två trioder (med varsin glödtråd, katod, galler och anod) är placerade i samma glaskolv. Andra vanliga typer av dubbelrör är dubbeldioden, triod-pentoden och triod-dioden.
I dioder för helvågslikriktare kan en dubbeldiod med två anoder och en gemensam katod förekomma.

### Indikatorröret

Indikatorrör

Indikatorröret, också kallat "magiskt öga", används som bland annat avstämningsindikator i radioapparater eller nivåindikator för inspelning på magnetband. I indikatorröret är gallret ersatt av en pinne och anodens insida är belagd med ett fluorescerande material som lyser upp då det träffas av elektroner. Ger man gallret en negativ spänning kommer det att kasta en mörk "elektronskugga" på den fluorescerande anoden, och ju mer negativ spänning gallret har, desto bredare blir denna "skugga".

### Katodstråleröret
Huvudartikel: Katodstrålerör

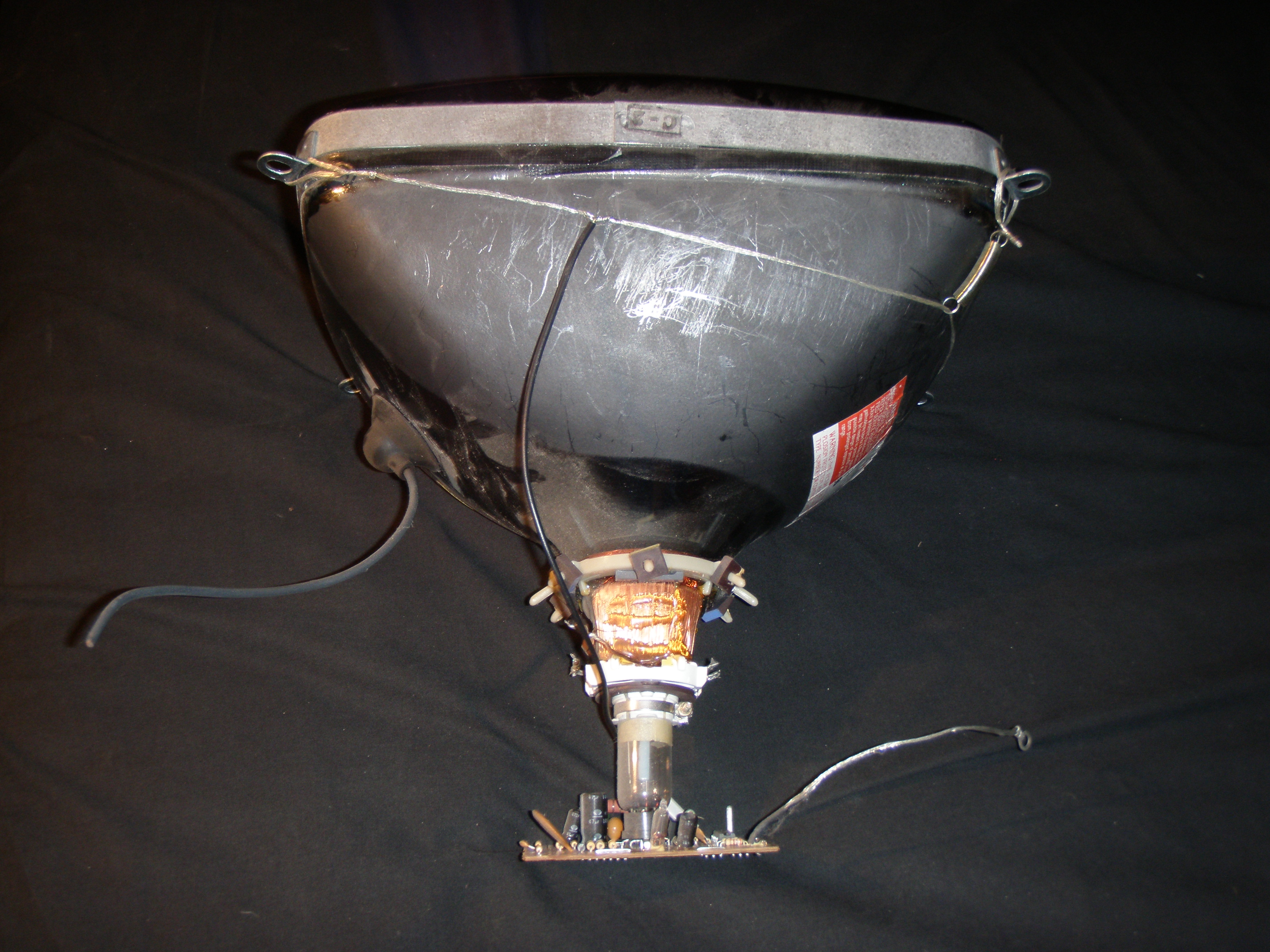
Ett slag av katodstrålerör ofta använt för datorer och TV-mottagare

Katodstråleröret, är en speciell form av elektronrör. Det förekommer som bildrör i TV-apparater och radardisplayer. Det finns två primära typer av katodstrålerör, de som har elektrostatisk avböjning och de med magnetisk avböjning. Elektrostatisk avböjning fungerar så att fyra elektroder är monterade inuti det lufttomma röret och vid pålagd spänning, positiv på en platta och negativ på plattan mitt emot, böjs strålen åt sidan. De sitter parvis i x- och y-led och kan på så vis styra strålen mot en viss punkt på skärmen. Denna typ är vanligast i oscilloskop.
Magnetisk avböjning fungerar så att spolar som sitter på utsidan av röret bildar magnetiska fält som böjer av elektronstrålen. Sådana typer av rör är vanligast i TV-apparater.
Katodstrålerör arbetar med högspänning, i en vanlig svartvit TV kan spänningen vara mellan 10 och 20 kV och i en färg-TV cirka 20 till 30 kV. Det finns (eller snarare fanns) projektionsrör som krävde ända upp till 75 kV anodspänning, detta för att få en ljusstark bild som projicerades på en biografduk via ett linssystem. Dessa rör krävde extra kylning och erfordrade skärmning för den röntgenstrålning som röret genererade vid höga spänningar. Ju större skärmen är, desto högre spänning behöver den. En betraktare som tittar in i en påslagen TV-apparat genom exempelvis luftintaget på ovansidan kan se att det lyser i slutet på röret, det är glödtråden som glöder för att värma upp katoden.

### Mikrovågsrör

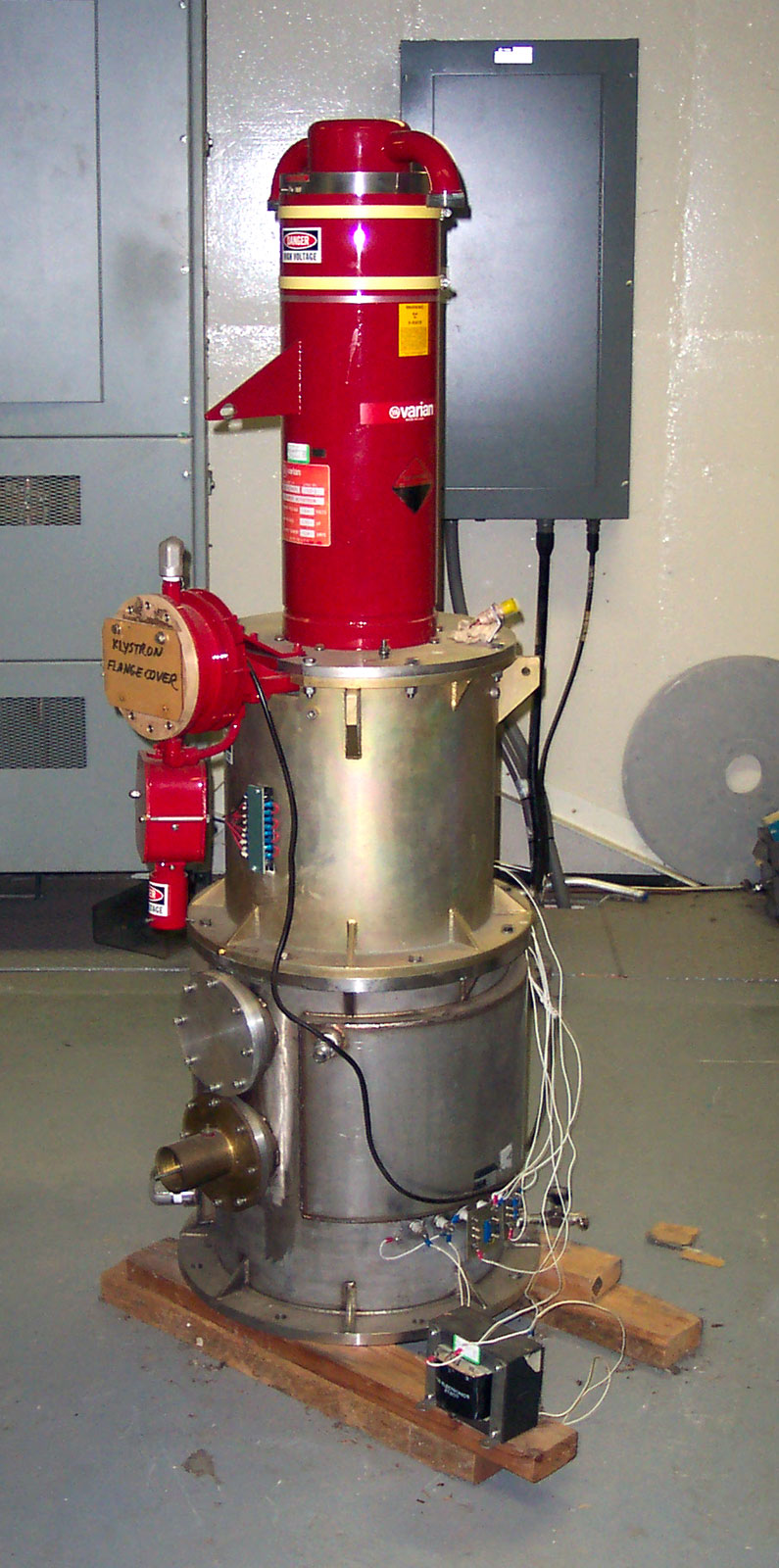
Klystron, ett mikrovågrör för hög effekt

Vid mycket korta våglängder, mikrovågor, måste rörets form anpassas till våglängden - röret måste samtidigt fungera som vågledare. Vanliga typer av mikrovågsrör är klystronen, magnetronen och vandringsvågröret. Våra mikrovågsugnar innehåller i regel en magnetron som genererar mikrovågor.

### Rör med kall katod

Nixieröret ZM1082 är ett kallkatodrör

Normalt upphettas rörets katod med en glödtråd, men i vissa fall är det andra mekanismer som leder till emission av elektroner från katoden. Till exempel för fotocellen eller fotomultiplikatorn där infallande ljus orsakar emission från katoden.

### Direktupphettade rör
Direktupphettade kallas de elektronrör där katoden också är glödtråd. Detta till skillnad från indirekt upphettade rör, vilka är de vanligaste, där katoden är separat från glödtråden och ofta är bättre lämpad för termisk emission.

## Elektronrörets historia
Thomas Alva Edison uppfann dioden utan att han visste om det. Hans lampor blev nämligen sotiga inuti så han provade att stoppa in en metallskärm varvid han fick en liten ström igenom lampan. Han visste emellertid inte vad han skulle ha det till. Han uppfann lampan runt 1879.
John Ambrose Fleming bidrog till att uppfinna trioden genom att uppfinna rördioden 1904. Fleming-röret, också kallad Fleming-oscillationsrör, var en av de första vakuumrörsdioderna och har av IEEE beskrivits som "en av de viktigaste utvecklingarna i elektronikens historia". Uppfinningen är listad på IEEE Milestones for Electrical Engineering.
Lee de Forest uppfann trioden eller audionen som han kallade den. I januari 1907 patenterade de Forest en två-elektrodsanordning som reagerade på elektromagnetiska vågor som var en variant av Fleming-röret uppfunnet två år tidigare, alltså vakuumrörsdiod-detektorn. Patentet blev godkänt 1908. Det var en tre-elektrodsanordning (anod, katod, styrgaller) placerade i ett vakuumrör. Den kallades också de Forest-ventil och har sedan 1919 varit känd som trioden. de Forests innovation var att införa en tredje elektrod, styrgallret, mellan katoden (glödtråden) och anoden i den tidigare uppfunna dioden. Den resulterande trioden eller tre-elektrods-vakuumröret kunde användas som förstärkare för elektriska signaler, speciellt för radiomottagningar. Audionen kunde också fungera som en snabb (för sin tid) elektrisk brytare som senare användes i digital elektronik (såsom datorer). Trioden var en vital komponent i utvecklandet av långväga (eg. transkontinell) telefonkommunikation, radio och radar. Trioden var en viktig uppfinning för elektroniken under första halvan av 1900-talet mellan Nikola Teslas och Guglielmo Marconis framsteg på 1890-talet inom radioområdet och slutligen uppfinningen av transistorn på julafton 1947.
D.T.N Williamson konstruerade redan 1947 en mycket bra rörförstärkare. Hans kretslösning publicerades först i en serie artiklar i tidskriften Wireless World 1947 och den uppmärksammades mycket. Kretslösningen var inte speciellt komplicerad men den var noga övervägd för att maximera prestandan hos rören och andra komponenter som ingick. Williamson rekommenderade användningen av KT66 som slutrör vilket används än idag. En del av anledningen till att förstärkaren gav sådant bra ljud var användningen av en speciellt anpassad utgångstransformator. Transformatorer används i elektriska kraftsystem för att konvertera höga spänningar till låga eller vice versa, men i en rörförstärkare används transformatorer för att anpassa den låga impedansen hos högtalaren till den mycket högre impedansen hos rören. Utgångstransformatorn är mycket viktig för ljudkvaliteten. Williamson utnyttjade aldrig sin konstruktion kommersiellt. Istället skänkte han den till allmänheten.